# ديبي غراهام
ديبي غراهام (بالإنجليزية: Debbie Graham)‏ مواليد 25 أغسطس 1970 في كاليفورنيا، الولايات المتحدة، هي لاعبة كرة مضرب أمريكية سابقة وكانت تلعب باليد اليمنى. أعلى تصنيف لها في الفردي كان المركز الـ 35 في سنة 1992. فازت بجائزة أفضل قادمة جديدة من قبل رابطة محترفات التنس.

## روابط خارجية
- ديبي غراهام على موقع رابطة محترفات التنس (الإنجليزية)
- ديبي غراهام على موقع الاتحاد الدولي لكرة المضرب (الإنجليزية)
- ديبي غراهام على موقع كأس بيلي جين كينغ (الإنجليزية)
- ديبي غراهام على موقع خلاصة التنس.كوم (الإنجليزية)